# Світова ювелірна промисловість

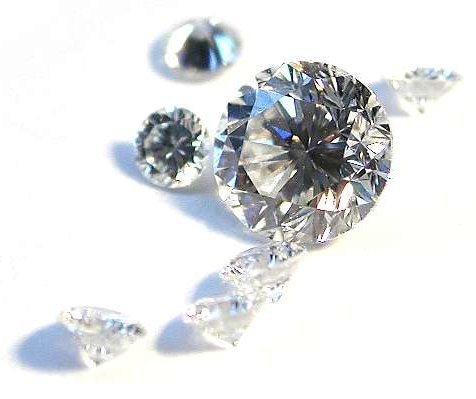
Діаманти

Ювелірна промисловість — галузь промисловості, підприємства якої виробляють ювелірні вироби з коштовних каменів, дорогоцінних та ін. металів, що піддаються високохудожній обробці. 
Світова ювелірна промисловість. Річний обсяг світової ювелірної промисловості станом на 2010 р. становив $146 млрд, зокрема ювелірних виробів з діамантами 69 млрд доларів США. Виробництво ювелірних виробів займає значне місце в економіці Китаю, Італії, Ізраїлю, Індії, Таїланду, Туреччини та ін. Річний докризовий (2008-2009 рр.) обсяг виробництва ювелірних виробів в Індії становив $11,3 млрд, частка експорту склала 41%, в Туреччині $6,8 млрд. Китай, який ще 20 років тому не мав власної ювелірної промисловості, домігся успіхів: у 2008 р. обіг ювелірної промисловості перевищив $14,8 млрд. Експорт ювелірних прикрас становив понад $4 млрд. У Китаї щорічно обробляється близько 3 млн карат алмазів, число зайнятих у ювелірній галузі – близько 2 млн чол. У Росії річний обсяг видобутої алмазної сировини (2009 р.) становив близько $2,4 млрд. РФ займає 5 місце з видобутку золота у світі й 12 з виробництва ювелірних виробів.
Реалізація ювелірних прикрас зосереджена на восьми основних ринках світу (75% обсягу продажів): США, Китай, Індія, Італія, Велика Британія, Японія, Туреччина, Близький Схід. Китай та Індія до 2015 р. утворюють великий ринок з понад 30% обсягом продажів світового ринку. Близький Схід охопить 10% від усіх світових продажів ювелірних прикрас. На виробництво ювелірних прикрас витрачається приблизно 85% від загального обсягу видобутого золота. За експертною оцінкою щорічний приріст обсягу продажів ювелірних прикрас на 2012 р. становить приблизно 13%.